# Bossão (notável)
Bossão (em latim: Bosso) foi um notável franco do século VI, filho de Aldoleno. Era nativo de Etampes. Foi acusado de adultério com a rainha Siquilda e executado em 626 por Arneberto sob ordens de Clotário II (r. 613–629). Talvez fosse um notável na corte do rei.